# Андога
А́ндога — река в Вологодской области России, самый длинный левый приток Суды (бассейн Волги). Длина реки — 142 км, берега низменные.
Андога вытекает из озера Андозера в Белозерском районе, течёт на юг, пересекает Кадуйский район, в нижнем течении отклоняется на юго-восток и впадает в Суду в 10,9 км от её устья в посёлке Андогский Череповецкого района.

Бассейн Рыбинского водохранилища и Белого озера

В поселении Чёрный ручей 2 на реке Андоге найдена прорезная неорнаментированная накладка прямоугольной формы, широко известная в культурах Прикамья VII—VIII веков (ближайшая подобная бляшка найдена в Селище на реке Прость под Новгородом).
На берегу Андоги расположен Филиппо-Ирапский Красноборский Троицкий монастырь, строения которого сильно пострадали в годы советской власти, основанный в начале XVI века.
На рубеже XIV—XV веков (ок. 1385—1430) в бассейне Андоги располагалось удельное Андожское княжество.
Название происходит от финско-шведских слов: ändo — конец и а (с придыханием) — река.
Муниципальные образования и населённые пункты на берегах Андоги:
- Белозерский район: Визьменское сельское поселение, дер. Глебово, Иштомар, Меросла,
- Кадуйский район:
  - граница Барановского и Никольского сельских поселений, затем в Никольском сельском поселении дер. Пакино, Солохта, Митенская, Ковалево, Новое, с. Никольское, п. Зеленый Берег,
  - Бойловское сельское поселение, п. Фанерный Завод,
- Череповецкий район: Нелазское сельское поселение, п. Андогский.

## Притоки
Основные притоки от истока к устью (указано расстояние до устья):
- 110 км: Визьма
- 107 км: Иштома
- 86 км: Мига
- 30 км: Солохта
- 26 км: Шулма
- 16 км: Шухтовка

Все они, кроме Миги, — левые.

## Данные водного реестра
По данным государственного водного реестра России относится к Верхневолжскому бассейновому округу, водохозяйственный участок реки — Суда от истока и до устья, речной подбассейн реки — Реки бассейна Рыбинского водохранилища. Речной бассейн реки — (Верхняя) Волга до Куйбышевского водохранилища (без бассейна Оки).
Код объекта в государственном водном реестре — 08010200212110000007906.